# Alex Palou

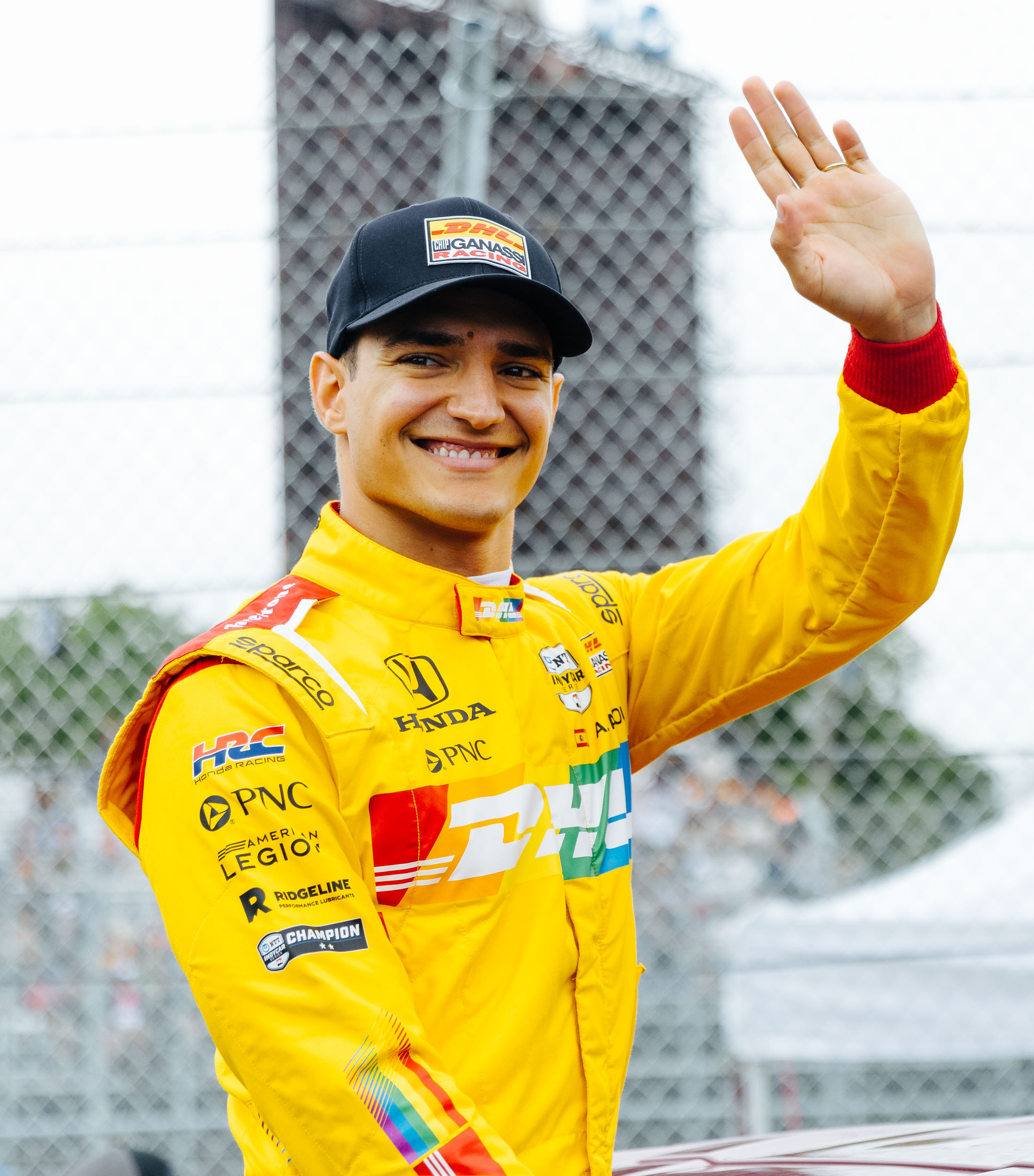
Álex Palou (2024)

Álex Palou Montalbo (* 1. April 1997 in Sant Antoni de Vilamajor) ist ein spanischer Automobilrennfahrer. Seit 2020 tritt er in der IndyCar Series an, in der er 2021, 2023, 2024 und 2025 die Meisterschaft gewann.

## Karriere

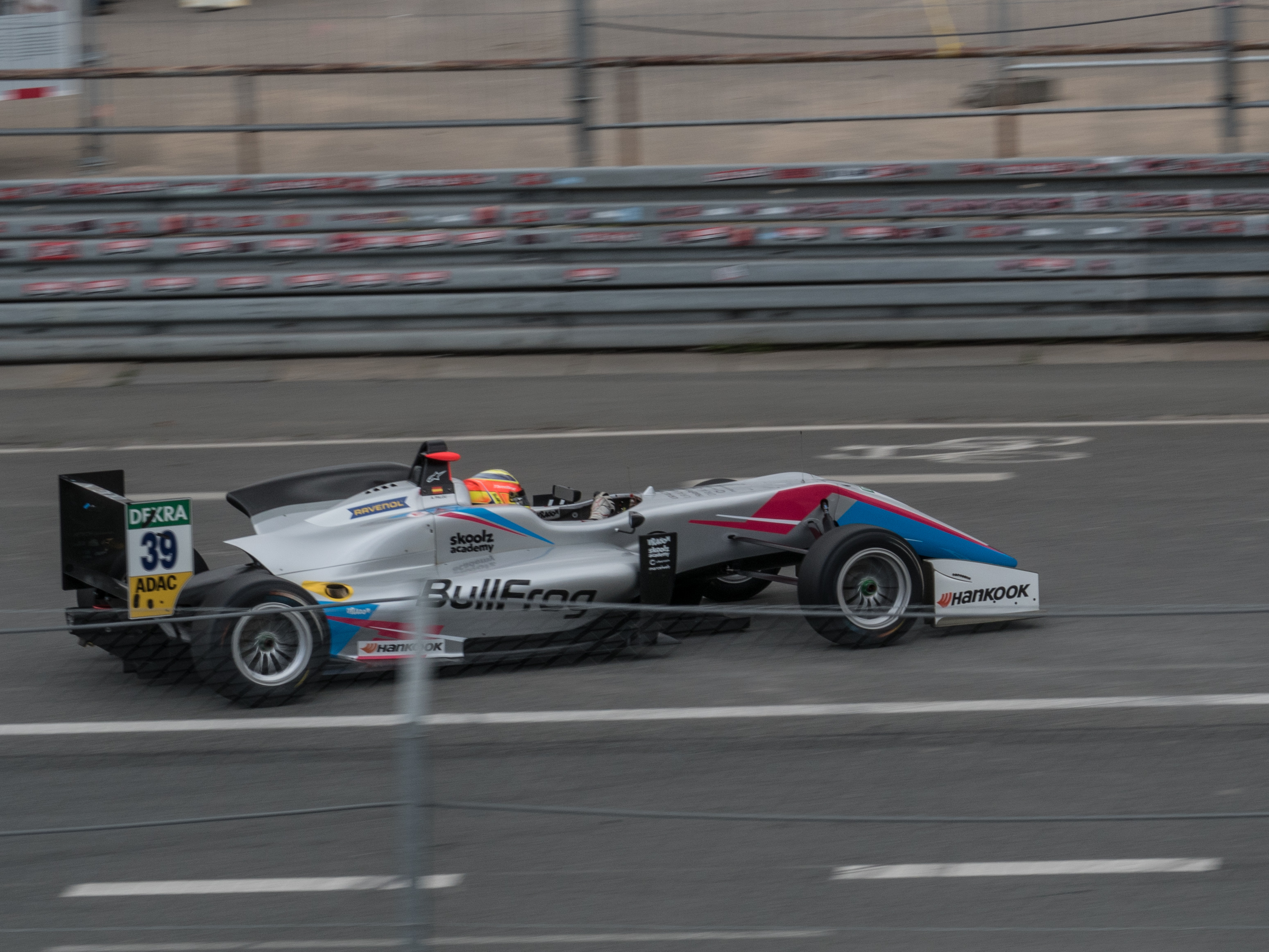
Palou beim Formel-3-Rennen auf dem Norisring 2018

### Anfänge
Palou begann seine Motorsportkarriere 2003 im Kartsport, in dem er bis 2014 aktiv blieb. 2006 wurde er spanischer Meister in der Alevin-Klasse, 2011 und 2012 in der KF3-Klasse sowie 2013 in der KZ2-Klasse. 2012 gewann er die WSK Euro Series in der KF3-Klasse. In der CIK-FIA-Europameisterschaft wurde er 2012 Zweiter in der KF3-Klasse. 2014 debütierte Palou im Formelsport. Für Campos Racing startete er in der Euroformula Open. Palou gewann sein erstes Rennen im Formelsport und erzielte im Verlauf der Saison weitere zwei Siege. Mit elf Podest-Platzierungen beendete er die Saison auf dem dritten Gesamtrang. Darüber hinaus nahm er für Sean Walkinshaw Racing an einer Veranstaltung der BRDC F4 Championship teil.
2015 blieb Palou bei Campos Racing und trat für den Rennstall in der GP3-Serie an. Er gewann ein Rennen und wurde als bester Fahrer seines Rennstalls Gesamtzehnter. Des Weiteren nahm er für Inter Europol an einem Rennen der nordeuropäischen Formel Renault teil. 2016 absolvierte Palou seine zweite GP3-Saison für Campos Racing. Mit einem zweiten Platz als bestem Resultat schloss er die Saison auf dem 15. Gesamtrang ab.

### IndyCar Series
Nach einer Testfahrt im Juli 2019 in Mid-Ohio fuhr er 2020 einen zusammen von Dale Coyne Racing und Team Goh eingesetzten Wagen in der IndyCar Series. Sein bestes Ergebnis war ein dritter Platz in Elkhart Lake. Mit zwei weiteren Ergebnissen unter den ersten Zehn wurde er 16. in der Fahrerwertung. 
Zur Saison 2021 wechselte er zu Chip Ganassi Racing und fuhr dort den Honda #10. Beim neuen Team gewann er das erste IndyCar-Rennen seiner Karriere in Alabama. Auf dem Texas Motor Speedway holte er seine erste Pole-Position, wobei diese ihm allerdings dank seiner frühen Führung in der Meisterschaft zuteilwurde, nachdem das Qualifying aufgrund schlechter Wetterbedingungen abgesagt wurde. Nach einem zweiten Platz beim prestigeträchtigen Indianapolis 500 und guten Ergebnissen war Palou nach sechs Saisonrennen Erster in der Fahrerwertung. Zwar verlor er die Führung nach den Rennen in Detroit kurzzeitig an Pato O’Ward, doch mit Siegen in Road America und in Portland holte er sie sich zurück.
Beim Rennen in Gateway kam es zu einem Unfall, welcher ihn im Kampf um die Meisterschaft vorerst zurückwarf, sein Sieg in Portland brachte ihm allerdings wertvollte Punkte. Mit einem Vorteil von 35 Punkten gegenüber O'Ward ging Palou als Mitfavorit in das letzte Saisonrennen in Long Beach. wobei lediglich er, O'Ward und Josef Newgarden die Meisterchaft noch gewinnen konnten. O'Ward schied bereits unfallbedingt in der ersten Runde des Rennens aus, während Palou dieses auf dem vierten Platz beendete und somit seinen ersten Meisterschaftssieg in der IndyCar Series gewann.
In der IndyCar-Saison 2022 gelangen Palou sechs Podestplätze aber nur ein Sieg. Das letzte Rennen der Saison, den Grand Prix of Monterey, konnte Palou gewinnen und er beendete das Jahr auf dem fünften Rang mit 510 Meisterschaftspunkten.
Am 12. Juli 2022 gab Chip Ganassi Racing bekannt, Palous Vertrag zu verlängern gemäß Abmachung. Palou schrieb wenige Stunden später auf Twitter, er habe Chip Ganassi Racing bereits über seine Absicht informiert, das Team nach der Saison 2022 zu verlassen. Daraufhin gab Arrow McLaren SP die Meldung heraus, einen abgeschlossenen Vertrag mit Palou für 2023 zu haben. Chip Ganassi Racing reichte eine Zivilklage ein die erfolgreich war und zur Folge hatte, dass Palou 2023 im Team verblieb. In derselben Saison gewann Palou die Meisterschaft und wiederholte dies im Jahr 2024, wieder mit dem Team von Chip Ganassi Racing.
Ein Jahr später siegte Palou beim Indianapolis 500. Zum ersten Mal in seiner Karriere stand er nach einem Rennen auf einer Oval-Rennstrecke ganz oben auf dem Siegerpodest. Bereits beim drittletzten Saisonrennen sicherte sich Palou zum insgesamt vierten Mal und zum dritten Mal in Folge den Fahrer-Meistertitel. Mit insgesamt acht Siegen im Jahr 2025 war er der Konkkurrenz weit voraus in der Gesamtwertung.

## Statistik

### Karrierestationen
| - 2003–2014: Kartsport - 2014: Euroformula Open (Platz 3) - 2014: BRDC F4 Championship (Platz 23) - 2015: GP3-Serie (Platz 10) - 2015: Nordeuropäische Formel Renault | - 2016: GP3-Serie (Platz 15) - 2017: Formel V8 3.5 (Platz 10) - 2017: FIA Formel 2 (Platz 21) - 2018: FIA Formel 3 (Platz 7) - 2019: Super GT, GT300 (Platz 15) | - 2019: Super Formula (Platz 3) - 2020: IndyCar Series (Platz 16) - 2021: IndyCar Series (Meister) - 2022: IndyCar Series (Platz 5) - 2023: IndyCar Series (Meister) | - 2024: IndyCar Series (Meister) - 2025: IndyCar Series (Meister) |

### Einzelergebnisse in der GP3-Serie
| Jahr | Team          | 1   | 2   | 3   | 4   | 5   | 6   | 7   | 8   | 9   | 10  | 11  | 12  | 13  | 14  | 15  | 16  | 17  | 18  | Punkte | Rang |
| ---- | ------------- | --- | --- | --- | --- | --- | --- | --- | --- | --- | --- | --- | --- | --- | --- | --- | --- | --- | --- | ------ | ---- |
| 2015 | Campos Racing | ESP | ESP | AUT | AUT | GBR | GBR | HUN | HUN | BEL | BEL | ITA | ITA | RUS | RUS | BRN | BRN | UAE | UAE | 51     | 10.  |
| 2015 | Campos Racing | 12  | 20  | 14  | DNF | DNF | 13  | 19  | 18  | 7   | 5   | 7   | 10  | 4   | 9   | DNF | 10  | 8   | 1   | 51     | 10.  |
| 2016 | Campos Racing | ESP | ESP | AUT | AUT | GBR | GBR | HUN | HUN | GER | GER | BEL | BEL | ITA | ITA | MAS | MAS | UAE | UAE | 22     | 15.  |
| 2016 | Campos Racing | 19  | 14  | 16  | 11  | 10  | 2   | 11  | 14  | 16  | 19* | 13  | 11  | 11  | 7   | 14  | 19  | 10  | 5   | 22     | 15.  |

### Einzelergebnisse in der World Series Formel V8 3.5
| Jahr | Team                  | 1   | 2   | 3   | 4   | 5   | 6   | 7   | 8   | 9   | 10  | 11  | 12  | 13  | 14  | 15  | 16  | 17  | 18  | Punkte | Rang |
| ---- | --------------------- | --- | --- | --- | --- | --- | --- | --- | --- | --- | --- | --- | --- | --- | --- | --- | --- | --- | --- | ------ | ---- |
| 2017 | Teo Martín Motorsport | SIL | SIL | SPA | SPA | MNZ | MNZ | JER | JER | ALC | ALC | NÜR | NÜR | MEX | MEX | COA | COA | BRN | BRN | 68     | 10.  |
| 2017 | Teo Martín Motorsport |     |     |     |     |     |     |     |     |     |     | 11  | 1   | 3   | DNF | 5   | 2   |     |     | 68     | 10.  |

### Einzelergebnisse in der europäischen Formel-3-Meisterschaft
| Jahr | Team              | Motor    | 1   | 2   | 3   | 4   | 5   | 6   | 7   | 8   | 9   | 10  | 11  | 12  | 13  | 14  | 15  | 16  | 17  | 18  | 19  | 20  | 21  | 22  | 23  | 24  | 25  | 26  | 27  | 28  | 29  | 30  | Punkte | Rang |
| ---- | ----------------- | -------- | --- | --- | --- | --- | --- | --- | --- | --- | --- | --- | --- | --- | --- | --- | --- | --- | --- | --- | --- | --- | --- | --- | --- | --- | --- | --- | --- | --- | --- | --- | ------ | ---- |
| 2018 | Hitech Grand Prix | Mercedes | PAU | PAU | PAU | HUN | HUN | HUN | NOR | NOR | NOR | ZAN | ZAN | ZAN | SPA | SPA | SPA | SIL | SIL | SIL | MIS | MIS | MIS | NÜR | NÜR | NÜR | SPI | SPI | SPI | HOC | HOC | HOC | 204    | 7.   |
| 2018 | Hitech Grand Prix | Mercedes | 7   | 2   | 19  | 12  | 3   | DNF | 11  | 4   | DNF | 10  | 4   | 6   | 2   | 11  | 9   | 7   | 11  | 7   | 8   | 2   | 6   | DNF | 6   | 3   | 3   | DNF | 10  | 4   | 8   | 3   | 204    | 7.   |

### Einzelergebnisse in der IndyCar Series

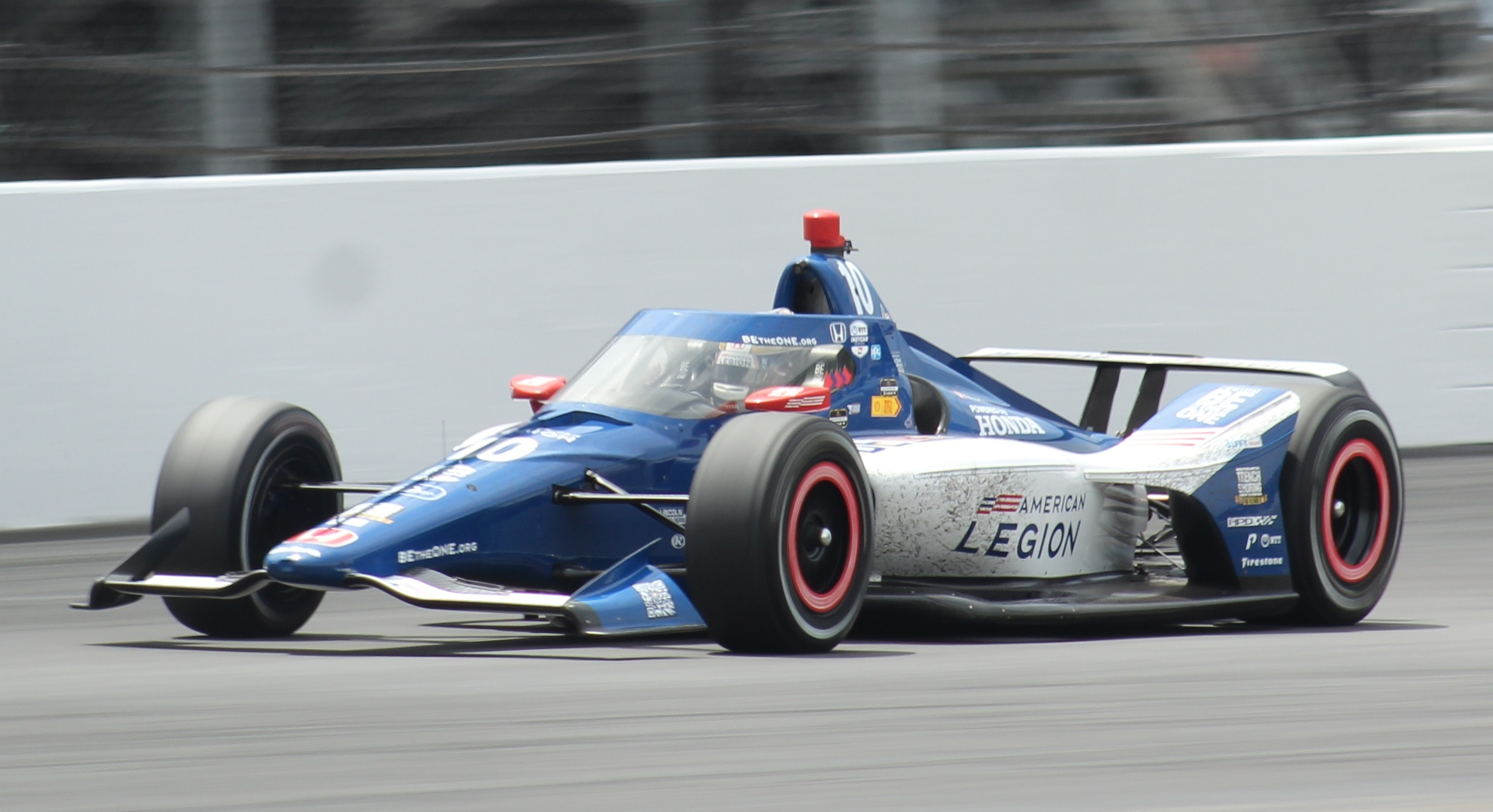
Alex Palou in Indianapolis 2023

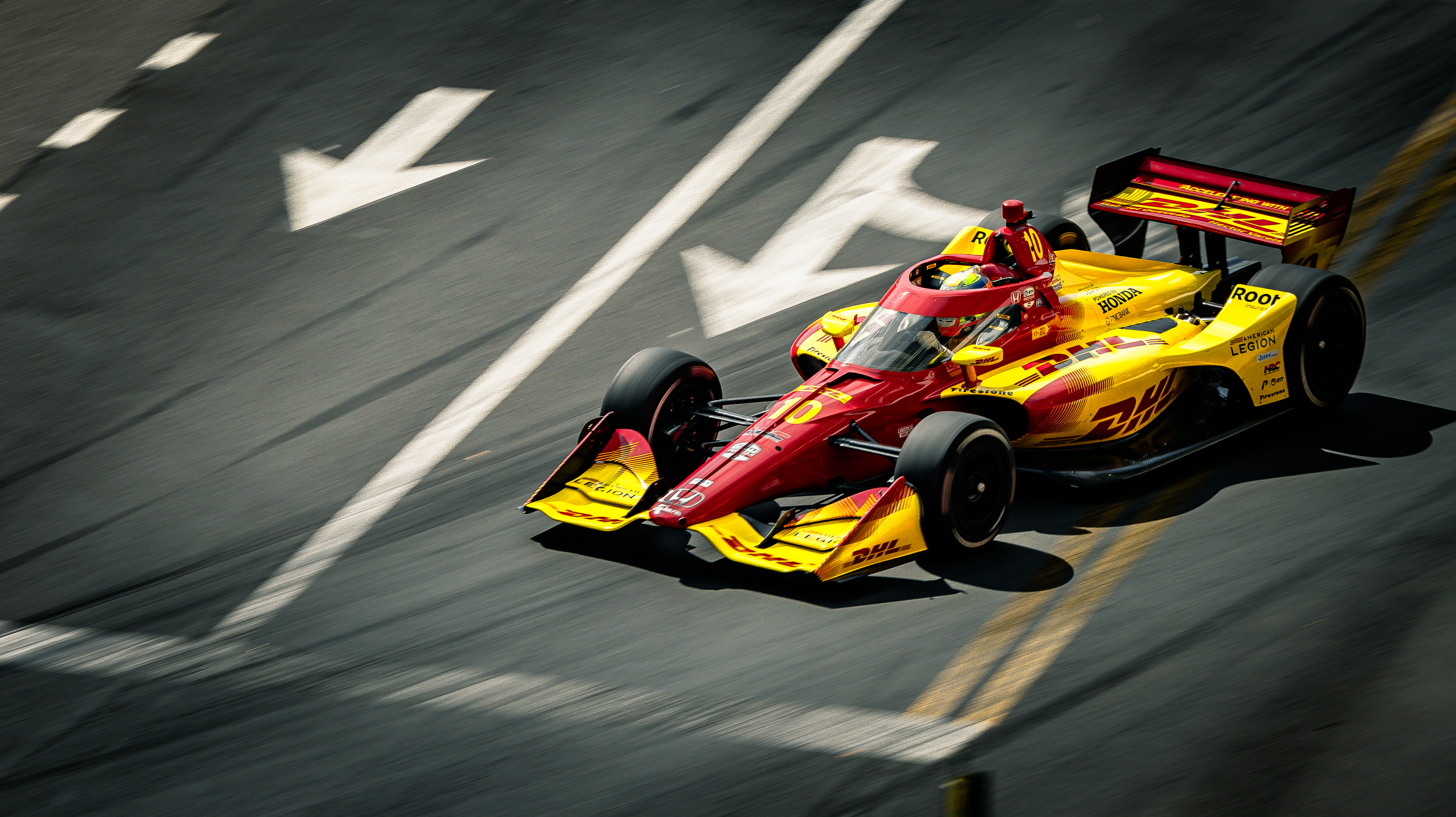
Alex Palou gewinnt 2024 zum dritten Mal die Meisterschaft

| Jahr | Team                         | 1   | 2   | 3   | 4   | 5    | 6    | 7    | 8   | 9   | 10   | 11   | 12   | 13   | 14  | 15   | 16   | 17  | Punkte | Rang |
| ---- | ---------------------------- | --- | --- | --- | --- | ---- | ---- | ---- | --- | --- | ---- | ---- | ---- | ---- | --- | ---- | ---- | --- | ------ | ---- |
| 2020 | Dale Coyne Racing / Team Goh | TXS | IMS | ROA | ROA | IOW  | IOW  | INDY | STL | STL | MDO  | MDO  | IMS  | IMS  | STP |      |      |     | 238    | 16.  |
| 2020 | Dale Coyne Racing / Team Goh | 23  | 19  | 3   | 7   | 11   | 14   | 287  | 15  | 12  | 12   | 23   | 17   | 9    | 13° |      |      |     | 238    | 16.  |
| 2021 | Chip Ganassi Racing          | ALA | STP | TXS | TXS | IMS  | INDY | DET  | DET | ROA | MDO  | NSH  | IMS  | STL  | POR | LAG  | LBH  |     | 410    | 1.   |
| 2021 | Chip Ganassi Racing          | 1*  | 17L | 4L  | 7L  | 3L   | 26   | 15   | 3   | 1L  | 3    | 7L   | 27   | 20   | 1L  | 2    | 4    |     | 410    | 1.   |
| 2022 | Chip Ganassi Racing          | STP | TXS | LBH | ALA | IMS  | INDY | DET  | ROA | MDO | TOR  | IOW1 | IOW2 | IMS  | NSH | GAT  | POR  | LAG | 510    | 5.   |
| 2022 | Chip Ganassi Racing          | 2L  | 7   | 3L  | 2L  | 18   | 92L  | 6L   | 27  | 2   | 6    | 6    | 13   | 10   | 3L* | 9    | 12   | 1L* | 510    | 5.   |
| 2023 | Chip Ganassi Racing          | STP | TXS | LBH | ALA | IMS  | INDY | DET  | ROA | MDO | TOR  | IOW1 | IOW2 | NSH  | IMS | GAT  | POR  | LAG | 656    | 1.   |
| 2023 | Chip Ganassi Racing          | 8   | 3L* | 5L  | 5   | 1L*  | 41L  | 1L*  | 1L  | 1L* | 2    | 8L   | 3    | 3L   | 7   | 7    | 1L*  | 3L  | 656    | 1.   |
| 2024 | Chip Ganassi Racing          | STP | LBH | ALA | IMS | INDY | DET  | ROA  | LAG | MDO | IOW1 | IOW2 | TOR  | GAT  | POR | MIL1 | MIL2 | NSH | 544    | 1.   |
| 2024 | Chip Ganassi Racing          | 4   | 3   | 5L  | 1L* | 5L   | 16 L | 4L   | 1L* | 2L* | 23   | 2L*  | 4    | 4    | 2L  | 5    | 19   | 11  | 544    | 1.   |
| 2025 | Chip Ganassi Racing          | STP | TTC | LBH | ALA | IMS  | INDY | DET  | GAT | ROA | MDO  | IOW1 | IOW2 | TOR  | LAG | POR  | MIL1 | NSH | 626    | 1.   |
| 2025 | Chip Ganassi Racing          | 1L  | 1L  | 2   | 1L* | 1L   | 16L  | 25   | 8   | 1L  | 2L*  | 5L   | 1L*  | 12L* | 1L* | 3L   |      |     | 626    | 1.   |

Legende

### Le-Mans-Ergebnisse
| Jahr | Team            | Fahrzeug            | Teamkollege | Teamkollege | Platzierung | Ausfallgrund |
| ---- | --------------- | ------------------- | ----------- | ----------- | ----------- | ------------ |
| 2024 | Cadillac Racing | Cadillac V-Series.R | Earl Bamber | Alex Lynn   | Rang 7      |              |

### Sebring-Ergebnisse
| Jahr | Team                                         | Fahrzeug     | Teamkollege          | Teamkollege  | Platzierung | Ausfallgrund |
| ---- | -------------------------------------------- | ------------ | -------------------- | ------------ | ----------- | ------------ |
| 2025 | Acura Meyer Shank Racing with Curb-Agajanian | Acura ARX-06 | Renger van der Zande | Nick Yelloly | Rang 3      |              |

### Einzelergebnisse in der FIA-Langstrecken-Weltmeisterschaft
| Saison | Team            | Rennwagen           | 1   | 2   | 3   | 4   | 5   | 6   | 7   | 8   |
| ------ | --------------- | ------------------- | --- | --- | --- | --- | --- | --- | --- | --- |
| 2024   | Cadillac Racing | Cadillac V-Series.R | KAT | IMO | SPA | LEM | SAO | AUS | FUJ | BAH |
| 2024   | Cadillac Racing | Cadillac V-Series.R | 7   |     |     |     |     |     |     |     |